# Петін
Петін (гал. Petín, ісп. Petín) — муніципалітет в Іспанії, у складі автономної спільноти Галісія, у провінції Оренсе. Населення — 1030 осіб (2009).
Муніципалітет розташований на відстані близько 360 км на північний захід від Мадрида, 60 км на схід від Оренсе.
Муніципалітет складається з таких паррокій: Фрейшидо, Монес, Петін, Портомоуріско, Санта-Марія-де-Монес, Сантоалья-до-Монте.

## Демографія
Динаміка населення (INE ):

## Галерея зображень

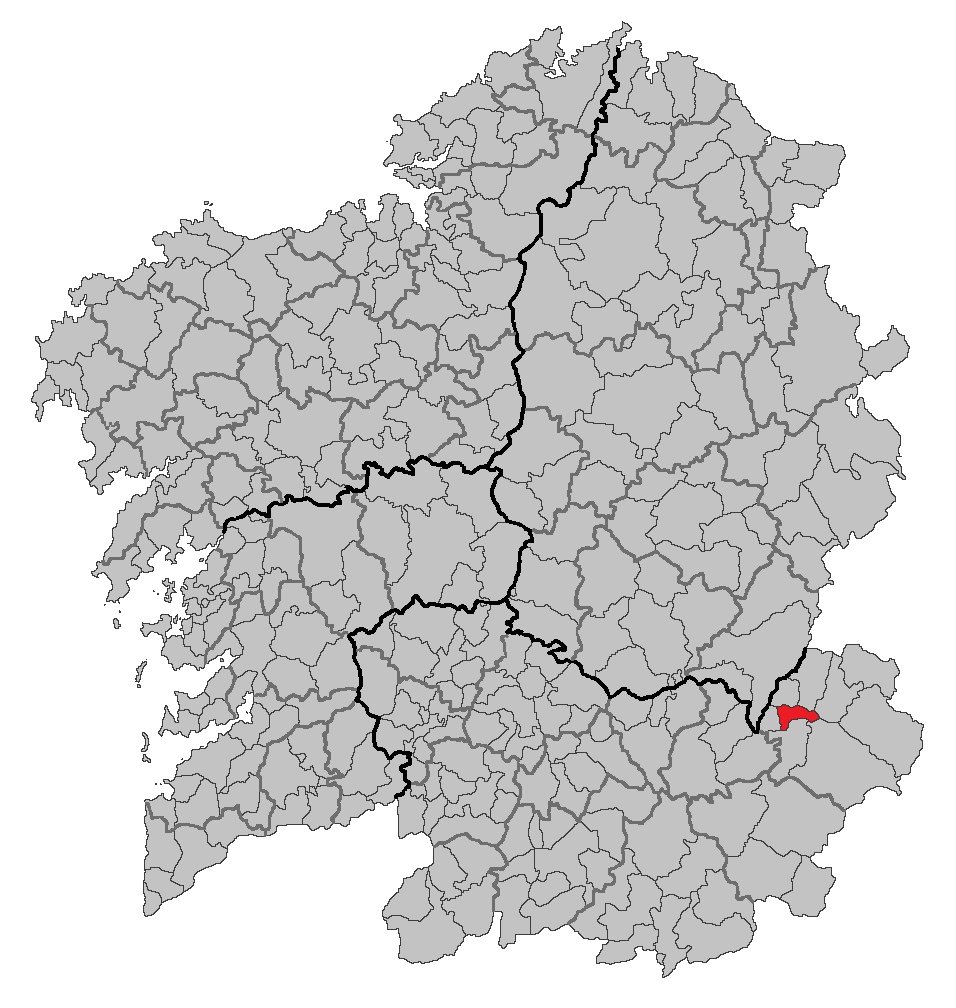
Розташування муніципалітету